# راه‌آهن جمهوری آذربایجان
راه‌آهن آذربایجان (ترکی آذربایجانی: Azərbaycan Dəmir Yolları) شرکت ملی راه‌آهن در کشور جمهوری آذربایجان است که در سال ۱۹۹۱ میلادی تأسیس شده است.